# Viviparus georgianus
Viviparus georgianus är en snäckart som först beskrevs av I. Lea 1834.  Viviparus georgianus ingår i släktet Viviparus och familjen sumpsnäckor. Inga underarter finns listade i Catalogue of Life.